# دواین نوریس
دواین نوریس (انگلیسی: Dwayne Norris؛ زادهٔ ۸ ژانویهٔ ۱۹۷۰) بازیکن هاکی روی یخ اهل کانادا است.
از باشگاه‌هایی که در آن بازی کرده‌است می‌توان به آناهایم داکس اشاره کرد.